# Türksat 6A
O Türksat 6A é um satélite de comunicação geoestacionário turco construído pela Turkish Aerospace Industries (TAI) em parceria com a TÜBITAK Uzay, Anselan Electronic Industries e MDA. Ele está localizado na posição orbital de 42 graus de longitude leste e é operado pela Türksat. O satélite tem uma expectativa de vida útil de 15 anos ou mais.

## História
Em 2014, a Türksat contratou a Turkish Aerospace Industries (TAI) para a construção do satélite de comunicações Türksat 6A. O satélite é o primeiro satélite geoestacionário de comunicações a ser construído na Turquia.
O Türksat 6A é 20 transponders em banda Ku para as telecomunicações comerciais e civis e dois transponders em banda X para comunicações militares. Emm abril 2014, a Anselan Electronic Industries da Turquia foi contratada junto com a MDA Corp. do Canadá para fornecer a carga útil de banda X.
O desenvolvimento e a construção do satélite começaram no início de 2015. Espera-se que seja concluído em dezembro de 2020.

## Lançamento
O satélite foi lançado com sucesso ao espaço em 8 de julho de 2024, por meio de um veículo Falcon 9 Block 5 da SpaceX, a partir da Estação da Força Aérea de Cabo Canaveral na Flórida, Estados Unidos. Ele tinha uma massa de lançamento de 4 250 quilogramas.

## Capacidade e cobertura
O Türksat 6A está equipado com 20 transponders de banda Ku e dois de banda X. Enquanto os transponders de banda X vai cobrir apenas o território da Turquia, os transponders de banda Ku do Türksat 6A terá três zonas de cobertura.